# Locumba
Locumba é uma cidade peruana, a capital da Província de Jorge Basadre, situada no Departamento de Tacna, pertencente a Região de Locumba, Peru.